# فرانسوا بليس (سياسي)
فرانسوا بليس هو سياسي كندي، ولد في 22 أغسطس 1875 في Saint-Paul-de-Montminy ‏ في كندا، وتوفي في 2 يونيو 1949. نشط حزبياً في Independent Liberal ‏ والحزب الليبرالي الكندي. وقد انتخب عضو مجلس العموم الكندي.